# Association d'aviron Hondarribia
Maillots
Hondarribia Arraun Elkartea (Association d'Aviron Hondarribia en basque) est un club d'aviron de la commune de Fontarrabie de presque 17 000 habitants située dans l'extrémité nord-est de la province du Guipuscoa, à 20 km à l'est de la capitale, Saint-Sébastien, dans l'embouchure de la rivière Bidasoa, qui sert de frontière naturelle avec Hendaye (France).
La traînière s'appelle Ama Guadalupekoa (Notre-Dame de Guadalupe) et l'entraineur est Mikel Orbañanos.

## Histoire
Jusqu'en 1920 Hondarribia ne participera pas aux régates de La Concha. Leur trainière aura plusieurs noms hondarrabitarra jusqu'après la guerre civile : Ondarrabittarra, Virgen del Mar, San Antonio, Ama Guadalupekoa, Elkano III.
L'année 1960 a été fondamentale pour l'histoire de l'aviron à Hondarribia (Fontarrabie en français), puisqu'on fonde l'actuel club Hondarribia Arraun Elkartea. Les succès sont arrivés, en gagnant quatre drapeaux de La concha consécutifs (1965-1968) dirigé par José Angel Lujambio, il gagnera aussi deux coupes du Généralissime (1966 et 1968) et deux grands prix du nervion (1967 et 1968).
Dans la saison 2006, avec Mikel Orbañanos comme formateur, elle dispute sa première et unique Ligue San Miguel et se fait avec la réplique de la Couronne Caja Madrid.

## Histoire du banc fixe

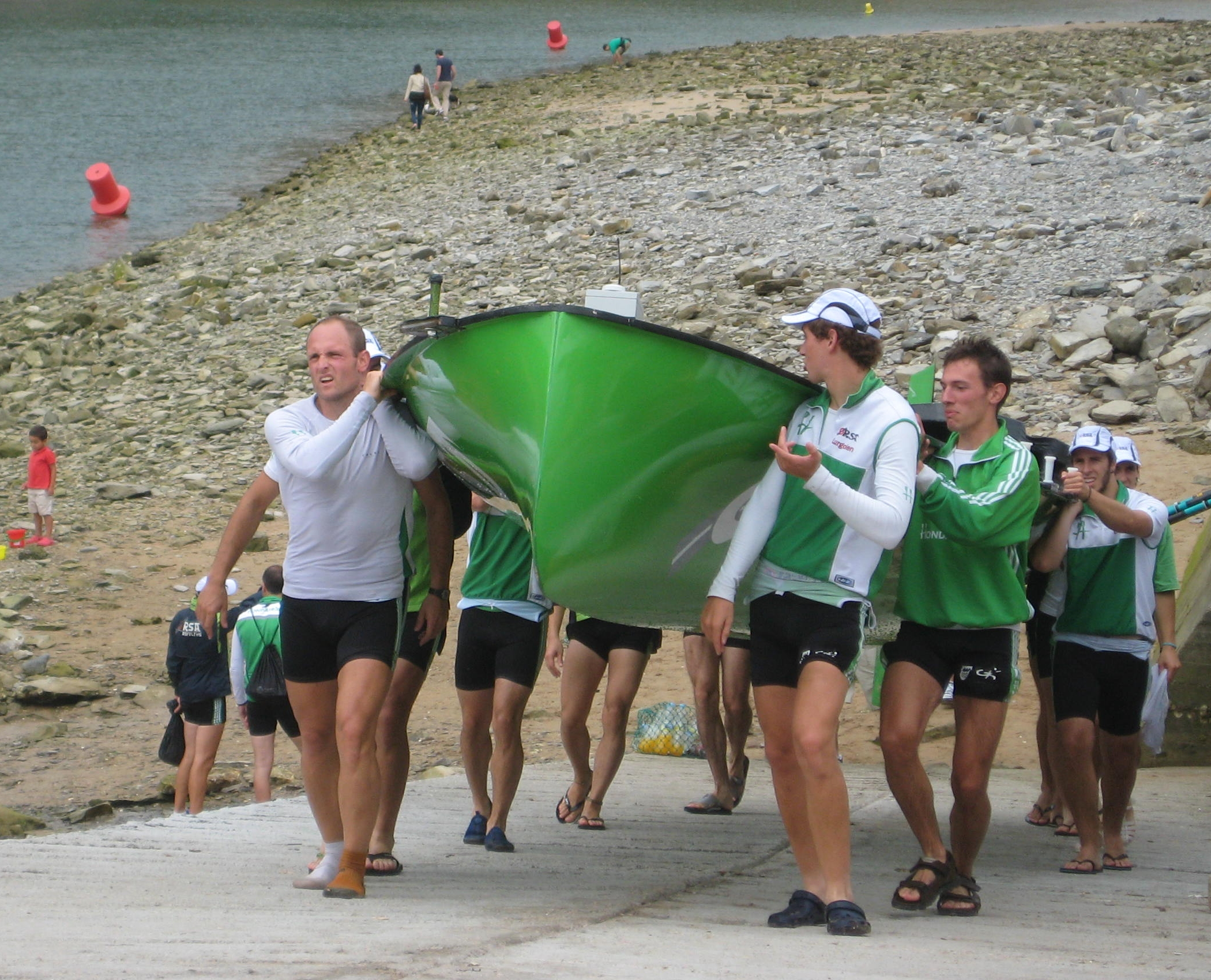
Hondarribia Arraun Elkartea en Plentzia.

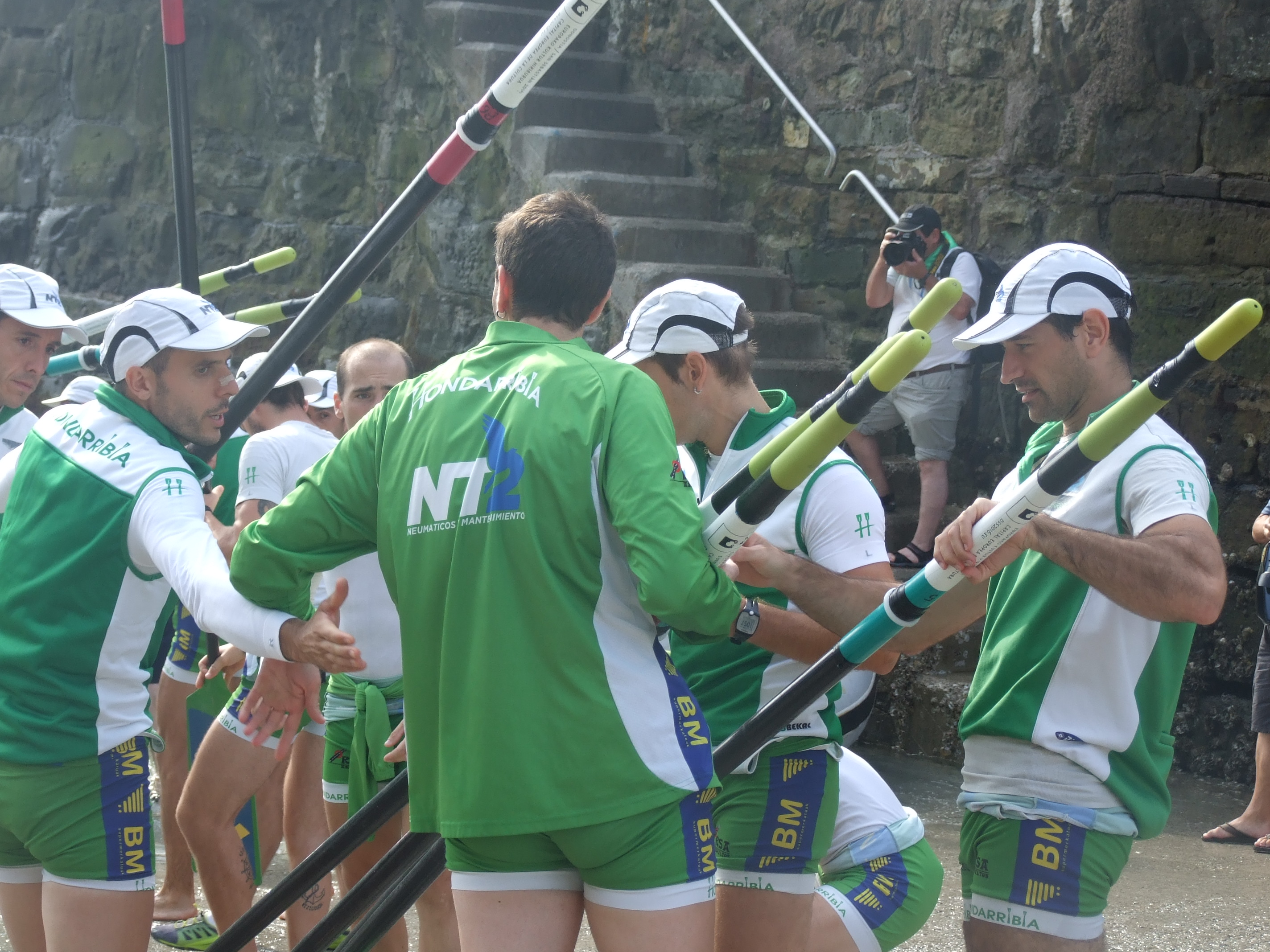
Drapeau de La Concha 2016.

- 1862  - Les premières informations que l'on a d'une participation de  Fontarrabie  dans une régate qui s'est déroulée à Bayonne et a gagné l'épreuve.
- 1868  - Une trainière de la localité victorieuse dans un défi avec deux autres bateaux, l'un de Saint-Sébastien et l'autre de Mutriku.
- 1891  - Prend part avec deux traînières dans une régate de Saint-Jean-de-Luz, première et seconde. 
  -  Deux Amis  - Barreur : Antonio Sorondo (de la marina).
  -  San José  - Barreur : Román González (de la ville).
- 1892  - Prend part dans une régate de Saint-Jean-de-Luz en gagnant celle-ci avec une trainière appelée La Coruña (La Corogne).
- 1893  - Gagne une régate à Biarritz.
- 1895  - Ré-édite le triomphe à Biarritz.
- 1920  Hondarribia prendra part pour la première fois dans les régates de La Concha. La trainière s'appelle  Ama Guadalupekoa et sera barrée par Ramón Lecuona.
- La trainière hondarribitarra (gentilé d'Hondarribia) aura plusieurs noms jusqu'après la guerre civile : Ondarrabittarra, Virgen del Mar (Vierge de la mer), San Antonio, Ama Guadalupekoa, Elkano III.
- 1934 - 1935  - Prends part dans La Concha avec deux trainières, celle de la ville et celle de la marina, bien qu'à la fin ne reste seulement que celle de la marina et on utilise la couleur actuelle : le vert.
- 1940 - 1950  - Participe à toutes les régates de La Concha sauf en 1946. Il a obtenu quatre drapeaux : 
  -  1941  : barreur Román Aguirre.
  -  1943  : barreur Pedro González.
  -  1947  : barreur Bernardo Elduayen
  -  1948  : barreur Bernardo Elduayen.
- 1947  : Le club de Kerizpe est proclamé champion d’Espagne de Trainerillas.
- 1950 - 1960  -. L'année n'a pas été bonne pour la trainière Locale, ne participant que trois fois à La Concha et à deux occasions dans des régates nationales de trainerillas.
- 1960  - Elle a été fondamentale pour l'histoire de l'aviron à Fontarrabie et à la fondation de l'actuel club  Hondarribia Arraun Elkartea . Sont arrivés les succès, en gagnant quatre drapeaux de La concha consécutifs (1965 à 1968). Avec José Angel Lujambio, il a aussi gagné deux coupes du généralissime (1966 et 1968), deux Grand Prix du Nervion (1967 et 1968).
- 1965  - Ont lieu deux défis dans le golfe de Gascogne consistant en deux régates situées à Santoña et Saint-Sébastien. Participent les deux meilleures trainières de ces années celle d'Hondarribia et celle de Pedreña, Hondarribia gagnant les deux régates.
- 1970 - 1980  - Juste après ces triomphes, bien que la participation soit abondante sont gagnés les Drapeau Marina de Cudeyo et de Santoña en 1973.
- 1980 - 1990  - Participe à La Concha à cinq occasions, 1988 étant la meilleure année. Il gagne les drapeaux de Santander, de Castro et de Prtugalete.
- 1985  - On organise la Ikurriña de Fontarrabie.
- 1990 - 2003  - Les triomphes de la Ama Guadalupekoa sont nombreux.
- 2003  - Commence la 1° Ligue ACT se classant 7e avec 97 points.
- 2004  - Dans la seconde édition de la Ligue ACT, elle se classe en troisième position avec 134 points.
- 2005  - Seconde position dans la ligue avec 187 points.
- 2006  - 1er triomphe dans la Ligue ACT, qui depuis cette année sera appelé Ligue San Miguel, après une saison très régulière en obtenant 196 points.
- 2007  - Dans la seconde édition de la Ligue San Miguel obtient la médaille de bronze avec 163 points.
- 2008  - Avec un début pas très bon, et une amélioration remarquable, ils obtiennent la septième place mis avec 118 points.

## Direction
| Nom                                 | Direction depuis | Fonction             | Lieu de naissance |
| Jose Miguel Elduayen                | 1999             | Président            | Fontarrabie       |
| Koldo Diaz Vitoria                  | 1999             | Vice-Président       | Fontarrabie       |
| Juan Mª Bello Gonzalez              | 1999             | Trésorier            | Fontarrabie       |
| Andres Olaskoaga Susperregi         | 1999             | Secrétaire           | Fontarrabie       |
| Edorta Kanpandegi Iturbe            | 1999             | Gérant               | Fontarrabie       |
| Angel Aramendi Jauregi              | 1999             | Vocal                | Fontarrabie       |
| Andres Rives Susperregi             | 1999             | Vocal                | Fontarrabie       |
| Ricardo Alberdi Arruabarrena        | 1999             | Vocal                | Fontarrabie       |
| Miguel Mª Oronoz Bailador           | 1999             | Vocal                | Fontarrabie       |
| Jose Javier Yarza Bereau            | 1999             | Vocal                | Fontarrabie       |
| Andoni Olaskoaga Arocena            | 1999             | Vocal                | Fontarrabie       |
| Jose Manuel Isasa Lizargarate       | 1999             | Vocal                | Fontarrabie       |
| Francisco Javier Gonzalez Etxabarri | 1999             | Vocal                | Fontarrabie       |
| Mikel Orbañanos                     | 2003             | Entraineur A         | Orio              |
| Gorka Puertas Orbañanos             | 2009             | Entraineur adjoint A | Orio              |
| Iñaki Mendizabal                    | 2007             | Entraineur B         | -                 |

## Banc fixe
- Trainière 
  -  Hondarribia A.  Une des meilleures équipes de la Ligue San Miguel en gagnant une fois ce championnat. Il a aussi obtenu durant les années 1910 Drapeau de La Concha et 3 médailles d'argents et 2 de bronzes dans le Championnat d'Espagne de trainières, outre 3 Championnat du Pays basque de trainières et 5 Championnat du Guipuscoa de trainières.
  -  Hondarribia B.  Est la seconde équipe du  Hondarribia. à E. , ce bateau n'a pas gagné de titre important puis-qu’étant la seconde équipe elle n'a pas le droit de disputer Drapeau de La Concha ni au Championnat d'Espagne de trainières. En outre, dans la Ligue San Miguel elle doit toujours être, au minimum, une catégorie plus faible que le bateau sus-nommé. En ce moment il est dans la ARC1, qui est la catégorie inférieure à la Ligue San Miguel.
  -  Hondarribia Féminin  Cette trainière a été créée durant l'année 2005 pour disputer la première régate féminine de trainières appelée « Drapeau Txingudiko » et s'est tenue dans la même localité.

### Sources
- (es) Cet article est partiellement ou en totalité issu de l’article de Wikipédia en espagnol intitulé « Asociación de Remo Hondarribia » (voir la liste des auteurs).